# Conservapedia
Conservapedia (iz engleskog: conservative encyclopedia, „konzervativna enciklopedija”) mrežna je enciklopedija na engleskom jeziku pisana iz američke konzervativne, kreacionističke i kršćanskofundamentalističke točke gledišta. Stranicu je 2006. pokrenuo američki učitelj i odvjetnik Andrew Schlafly, sin konzervativne aktivistkinje Phyllis Schlafly, da bi se suprotstavila onomu što je percipirao kao „liberalnu pristranost prisutnu na Wikipediji”. Za stvaranje sadržaja Conservapedia upotrebljava editorijale i sustav zasnovan na wikiju.
Conservapedia između ostalog snažno kritizira bivšeg predsjednika SAD-a Baracka Obamu, Demokratsku stranku, teoriju evolucije i širok spektar navodno liberalnih ideologija. Također kritizira Wikipedijinu navodno liberalnu pristranost, promiče stav da teorija relativnosti potiče moralni relativizam, tvrdi da su pobačaj i rak dojke povezani, hvali brojne republikanske političare, poznate ličnosti i umjetnička djela koje smatra konzervativnima i/ili koji promiču moralne standarde na tragu kršćanskih obiteljskih vrijednosti te prihvaća doktrine fundamentalističkog kršćanstva poput mladozemaljskog kreacionizma. Conservapedijin Conservative Bible Project („projekt konzervativne Biblije”) skupno je financirana inačica Biblije za koju Conservapedia tvrdi da je „slobodna od liberalnih neistina koje ju iskrivljuju”.
Stranica je negativne reakcije primila od masovnih medija, ali i od znamenitih političkih figura, među kojima su komentatori i novinari, i kritizirana je zbog pristranosti i netočnosti.

## Vanjske poveznice
- Službena stranica